# Hong Kong aux Jeux olympiques d'été de 2012
Hong Kong participe aux Jeux olympiques d'été de 2012 à Londres. Il s'agit de sa 15e participation aux Jeux olympiques d'été.

## Médaillés
| Médaille | Nom         | Sport              | Compétition    | Date   |
| -------- | ----------- | ------------------ | -------------- | ------ |
| Bronze   | Lee Wai Sze | Cyclisme sur piste | Keirin féminin | 3 août |

## Athlétisme
Hommes
Courses
| Athlète                                                     | Épreuve          | Séries   | Séries | Quarts de finale | Quarts de finale | Demi-finales | Demi-finales | Finale   | Finale |
| Athlète                                                     | Épreuve          | Résultat | Rang   | Résultat         | Rang             | Résultat     | Rang         | Résultat | Rang   |
| ----------------------------------------------------------- | ---------------- | -------- | ------ | ---------------- | ---------------- | ------------ | ------------ | -------- | ------ |
| Ho Man Lok Lai Chun Ho Ng Ka Fung Tang Yik Chun Tsui Chi Ho | Relais 4 × 100 m | 38.61    | 15e    | NC               | NC               | NC           | NC           | -        | -      |

Femmes
Courses
| Athlète      | Épreuve | Séries   | Séries | Quarts de finale | Quarts de finale | Demi-finales | Demi-finales | Finale   | Finale |
| Athlète      | Épreuve | Résultat | Rang   | Résultat         | Rang             | Résultat     | Rang         | Résultat | Rang   |
| ------------ | ------- | -------- | ------ | ---------------- | ---------------- | ------------ | ------------ | -------- | ------ |
| Fong Yee Pui | 100 m   | 12.02    | 8e     | 11.98            | 54e              | -            | -            | -        | -      |

## Aviron
Hommes
| Athlète                      | Compétition                 | Séries  | Séries | Repêchage | Repêchage | Quarts de finale | Quarts de finale | Demi-finales | Demi-finales          | Finales | Finales        |
| Athlète                      | Compétition                 | Temps   | Rang   | Temps     | Rang      | Temps            | Rang             | Temps        | Rang                  | Temps   | Rang           |
| ---------------------------- | --------------------------- | ------- | ------ | --------- | --------- | ---------------- | ---------------- | ------------ | --------------------- | ------- | -------------- |
| So Sau Wah                   | Skiff                       | 7:15.91 | 6e     | 7:13.75   | 3e        | -                | -                | 7:44.20      | 1er (Demi-finale E/F) | 7:29.35 | 1er (Finale E) |
| Leung Chun Shek Lok Kwan Hoi | Deux de couple poids légers | 6:59.52 | 5e     | 6:47.04   | 4e        | NC               | NC               | 7:13.67      | 3e (Demi-finale C/D)  | 7:00.01 | 6e (Finale C)  |

## Badminton
| Athlète                    | Compétition      | Phase de groupe                                  | Phase de groupe                                                           | Phase de groupe                                         | Phase de groupe | 8e de finale                               | Quarts de finale                   | Demi-finales     | Finale           | Finale |
| Athlète                    | Compétition      | Adversaire Score                                 | Adversaire Score                                                          | Adversaire Score                                        | Rang            | Adversaire Score                           | Adversaire Score                   | Adversaire Score | Adversaire Score | Rang   |
| -------------------------- | ---------------- | ------------------------------------------------ | ------------------------------------------------------------------------- | ------------------------------------------------------- | --------------- | ------------------------------------------ | ---------------------------------- | ---------------- | ---------------- | ------ |
| Wong Wing Ki               | Simple messieurs | Edwin Ekiring (UGA) 2-0 (21-10, 21-8)            | Brice Leverdez (FRA) 2-0 (21-11, 21-16)                                   | NC                                                      | 1er             | Chen Long (CHN) 0-2 (17-21, 17-21)         | -                                  | -                | -                | -      |
| Yip Pui Yin                | Simple dames     | Sara Blengsli Kværnø (NOR) 2-0 (21-8, 21-7)      | Sung Ji-hyun (KOR) 2-0 (21-18, 23-21)                                     | NC                                                      | 1re             | Pi Hongyan (FRA) 2-1 (13-21, 21-12, 21-16) | Li Xuerui (CHN) 0-2 (12-21, 20-22) | -                | -                | -      |
| Poon Lok Yan Tse Ying Suet | Double dames     | Tian Qing / Zhao Yunlei (CHN) 0-2 (11-21, 12-21) | Christinna Pedersen / Kamilla Rytter Juhl (DEN) 1-2 (13-21, 21-14, 18-21) | Miyuki Maeda / Satoko Suetsuna (JPN) 0-2 (15-21, 19-21) | 4e              | NC                                         | -                                  | -                | -                | -      |

## Cyclisme

### Cyclisme sur route
En cyclisme sur route, Hong Kong a qualifié un homme, qui ne participe qu'à la course en ligne, et une femme, qui ne participe également qu'à la course en ligne.
hommes
| Athlète     | Compétition            | Temps   | Rang |
| ----------- | ---------------------- | ------- | ---- |
| Wong Kam Po | Course en ligne hommes | 5:46.37 | 37e  |

femmes
| Athlète            | Compétition            | Temps       | Rang |
| ------------------ | ---------------------- | ----------- | ---- |
| Wan Yiu Jamie Wong | Course en ligne femmes | hors délais | -    |

### Cyclisme sur piste
Vitesse
| Athlète     | Compétition                 | Qualification         | Seizièmes de finale                           | Repêchages               | Huitièmes de finale                          | Repêchages                                                       | Match de classement         | Quarts de finale         | Demi-finales             | Match pour le bronze     | Match pour le bronze | Finale                   | Finale |
| Athlète     | Compétition                 | Temps Vitesse         | Adversaire Temps Vitesse                      | Adversaire Temps Vitesse | Adversaire Temps Vitesse                     | Adversaire Temps Vitesse                                         | Rang                        | Adversaire Temps Vitesse | Adversaire Temps Vitesse | Adversaire Temps Vitesse | Rang                 | Adversaire Temps Vitesse | Rang   |
| ----------- | --------------------------- | --------------------- | --------------------------------------------- | ------------------------ | -------------------------------------------- | ---------------------------------------------------------------- | --------------------------- | ------------------------ | ------------------------ | ------------------------ | -------------------- | ------------------------ | ------ |
| Lee Wai Sze | Vitesse individuelle femmes | 11.203 64,268 km/h 7e | Monique Sullivan (CAN) V (11.300 63,716 km/h) | -                        | Lisandra Guerra (CUB) D (11.485 62,690 km/h) | Lyubov Shulika (UKR) et Willy Kanis (NED) D (11.461 62,821 km/h) | 2e (Classement final : 10e) | -                        | -                        | -                        | -                    | -                        | -      |

Keirin
| Athlète     | Compétition   | 1er tour | Repêchage  | 2e tour | Finale                              |
| Athlète     | Compétition   | Rang     | Rang       | Rang    | Rang                                |
| ----------- | ------------- | -------- | ---------- | ------- | ----------------------------------- |
| Lee Wai Sze | Keirin femmes | 4e       | 1re 10.992 | 3e      | Médaille de bronze, Jeux olympiques |

Omnium
| Athlète    | Compétition   | Tour lancé | Tour lancé | Course aux points | Course aux points | Élimination | Poursuite | Poursuite | Scratch | Contre-la-montre | Contre-la-montre | Total | Rang |
| Athlète    | Compétition   | Temps      | Rang       | Points            | Rang              | Rang        | Temps     | Rang      | Rang    | Temps            | Rang             | Total | Rang |
| ---------- | ------------- | ---------- | ---------- | ----------------- | ----------------- | ----------- | --------- | --------- | ------- | ---------------- | ---------------- | ----- | ---- |
| Choi Ki Ho | Omnium hommes | 13.659     | 15         | 3                 | 14                | 11          | 4:38.707  | 17        | 17      | 1:06.071         | 15               | 89    | 16e  |

### VTT

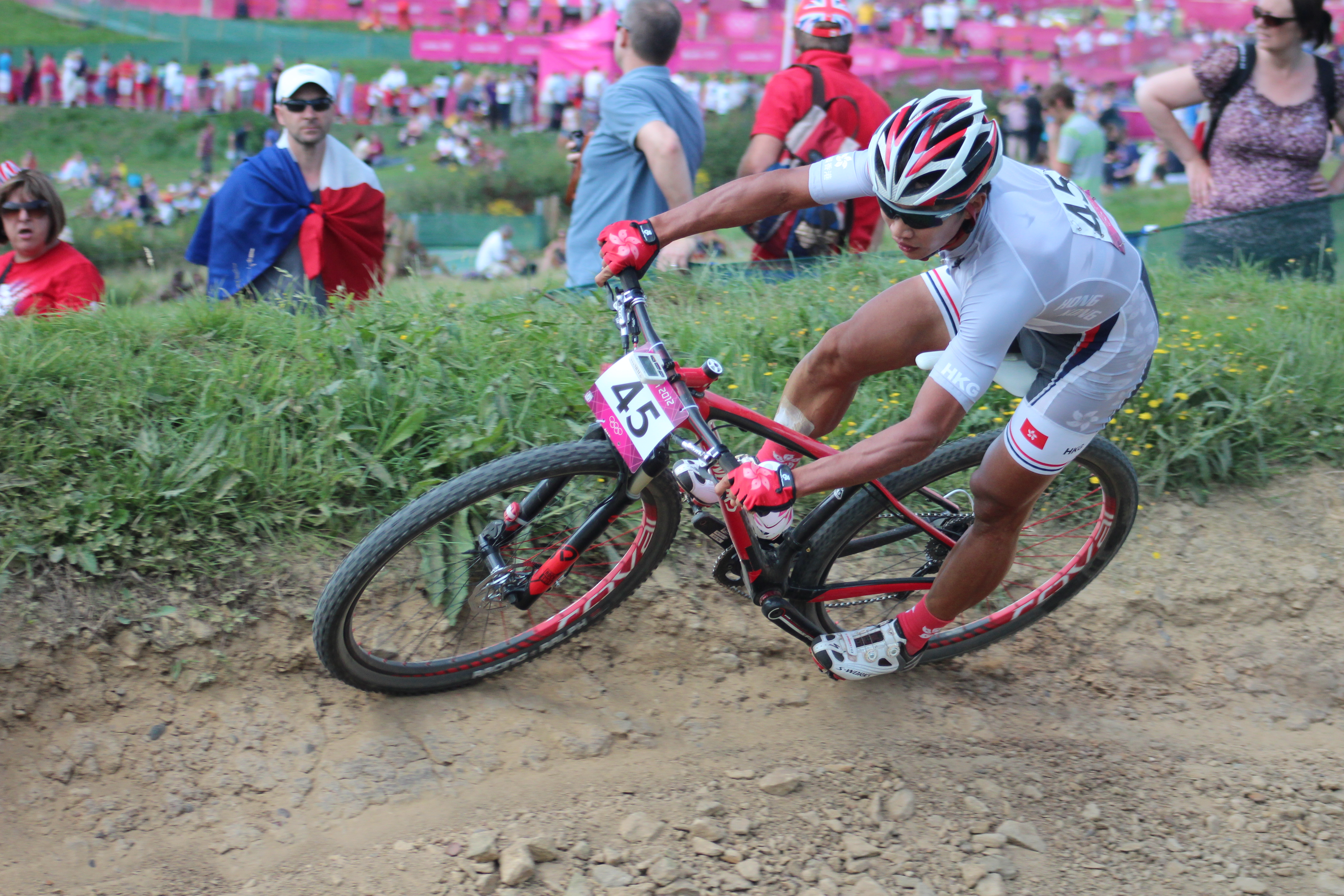
Chan Chun Hing

| Athlète        | Compétition              | Temps   | Rang |
| -------------- | ------------------------ | ------- | ---- |
| Chan Chun Hing | Cross-country VTT hommes | 1:41:59 | 38e  |

## Escrime
Hommes
| Athlète              | Compétition        | 1/32 de finale            | 1/16 de finale          | 1/8 de finale    | Quarts de finale | Demi-finales     | Finale           | Finale |
| Athlète              | Compétition        | Adversaire Score          | Adversaire Score        | Adversaire Score | Adversaire Score | Adversaire Score | Adversaire Score | Rang   |
| -------------------- | ------------------ | ------------------------- | ----------------------- | ---------------- | ---------------- | ---------------- | ---------------- | ------ |
| Leung Ka Ming        | Épée individuelle  | NC                        | Paolo Pizzo (ITA) 14-15 | -                | -                | -                | -                | -      |
| Nicholas Edward Choi | Fleuret individuel | Radu Dărăban (ROU) 8-15   | -                       | -                | -                | -                | -                | -      |
| Lam Hin Chung        | Sabre individuel   | Adam Skrodzki (POL) 10-15 | -                       | -                | -                | -                | -                | -      |

Femmes
| Athlète         | Compétition        | 1/32 de finale                   | 1/16 de finale          | 1/8 de finale    | Quarts de finale | Demi-finales     | Finale           | Finale |
| Athlète         | Compétition        | Adversaire Score                 | Adversaire Score        | Adversaire Score | Adversaire Score | Adversaire Score | Adversaire Score | Rang   |
| --------------- | ------------------ | -------------------------------- | ----------------------- | ---------------- | ---------------- | ---------------- | ---------------- | ------ |
| Yeung Ling Chui | Épée individuelle  | Kseniya Pantelyeyeva (UKR) 11-15 | -                       | -                | -                | -                | -                | -      |
| Lin Po Heung    | Fleuret individuel | Shiho Nishioka (JPN) 10-13       | -                       | -                | -                | -                | -                | -      |
| Au Sin Ying     | Sabre individuel   | NC                               | Azza Besbes (TUN) 13-15 | -                | -                | -                | -                | -      |

## Gymnastique

### Artistique
Hommes
| Athlète       | Compétition | Appareils  | Appareils  | Appareils | Appareils  | Appareils | Appareils  | Qualification | Qualification | Appareils | Appareils | Appareils | Appareils | Appareils | Appareils | Finale | Finale |
| Athlète       | Compétition | S          | CA         | A         | SC         | BP        | BF         | Total         | Rang          | S         | CA        | A         | SC        | BP        | BF        | Total  | Rang   |
| ------------- | ----------- | ---------- | ---------- | --------- | ---------- | --------- | ---------- | ------------- | ------------- | --------- | --------- | --------- | --------- | --------- | --------- | ------ | ------ |
| Shek Wai Hung | Individuel  | 13.408 63e | 10.833 68e | -         | 15.466 13e | -         | 13.533 55e | 53.240        | -             | -         | -         | -         | -         | -         | -         | -      | -      |

Femmes
| Athlète             | Compétition | Appareils  | Appareils  | Appareils  | Appareils  | Qualification | Qualification | Appareils | Appareils | Appareils | Appareils | Finale | Finale |
| Athlète             | Compétition | S          | SC         | BA         | P          | Total         | Rang          | S         | SC        | BA        | P         | Total  | Rang   |
| ------------------- | ----------- | ---------- | ---------- | ---------- | ---------- | ------------- | ------------- | --------- | --------- | --------- | --------- | ------ | ------ |
| Hiu Ying Angel Wong | Individuel  | 12.800 63e | 13.633 57e | 11.866 71e | 11.466 75e | 49.765        | 52e           | -         | -         | -         | -         | -      | -      |

## Haltérophilie
| Athlète  | Compétition | Arraché  | Arraché | Épaulé-jeté | Épaulé-jeté | Total | Rang |
| Athlète  | Compétition | Résultat | Rang    | Résultat    | Rang        | Total | Rang |
| -------- | ----------- | -------- | ------- | ----------- | ----------- | ----- | ---- |
| Yu Weili | -53 kg      | 90       | 7e      | 105         | 13e         | 195   | 9e   |

## Judo
| Athlète        | Compétition           | 1/32 de finale      | 1/16 de finale                 | 1/8 de finale       | Quarts de finale    | Demi-finales        | Repêchage 1         | Repêchage 2         | Finale              | Finale |
| Athlète        | Compétition           | Adversaire Résultat | Adversaire Résultat            | Adversaire Résultat | Adversaire Résultat | Adversaire Résultat | Adversaire Résultat | Adversaire Résultat | Adversaire Résultat | Rang   |
| -------------- | --------------------- | ------------------- | ------------------------------ | ------------------- | ------------------- | ------------------- | ------------------- | ------------------- | ------------------- | ------ |
| Cheung Chi Yip | Moins de 73 kg hommes | exempt              | Nick Delpopolo (USA) 0000/0200 | -                   | -                   | -                   | -                   | -                   | -                   | -      |

## Natation

### Natation sportive
| Athlète              | Épreuve          | Séries  | Séries | Demi-finales | Demi-finales | Finale | Finale |
| Athlète              | Épreuve          | Temps   | Rang   | Temps        | Rang         | Temps  | Rang   |
| -------------------- | ---------------- | ------- | ------ | ------------ | ------------ | ------ | ------ |
| Hoishun Stephanie Au | 100 m dos        | 1:04.31 | 39e    | -            | -            | -      | -      |
| Hoishun Stephanie Au | 200 m dos        | 2:18.47 | 36e    | -            | -            | -      | -      |
| Sze Hang Yu          | 200 m nage libre | 1:59.92 | 23e    | -            | -            | -      | -      |
| Hannah Wilson        | 100 m papillon   | 59.59   | 30e    | -            | -            | -      | -      |
| Hannah Wilson        | 100 m nage libre | 55.33   | 21e    | -            | -            | -      | -      |

### Nage en eau libre
| Athlète        | Épreuve      | Finale    | Finale |
| Athlète        | Épreuve      | Temps     | Rang   |
| -------------- | ------------ | --------- | ------ |
| Tang Wing Yung | 10 km femmes | 2:02:33.4 | 20e    |

## Tennis de table
Hommes
| Athlète                              | Compétition | Tour préliminaire | 1er tour                           | 2e tour                                                                        | 3e tour                                                       | 4e tour                                                                   | Quarts de finale                                              | Demi-finales                                | Finale                                                        | Finale |
| Athlète                              | Compétition | Adversaire Score  | Adversaire Score                   | Adversaire Score                                                               | Adversaire Score                                              | Adversaire Score                                                          | Adversaire Score                                              | Adversaire Score                            | Adversaire Score                                              | Rang   |
| ------------------------------------ | ----------- | ----------------- | ---------------------------------- | ------------------------------------------------------------------------------ | ------------------------------------------------------------- | ------------------------------------------------------------------------- | ------------------------------------------------------------- | ------------------------------------------- | ------------------------------------------------------------- | ------ |
| Jiang Tianyi                         | Simple      | exempt            | exempt                             | exempt                                                                         | Bat Alexey Smirnov (RUS) 4-1 (11-9, 11-5, 6-11, 12-10, 12-10) | Bat Kim Hyok-Bong (PRK) 4-3 (14-12, 6-11, 11-13, 9-11, 11-6, 11-7, 15-13) | Battu par Zhang Jike (CHN) 1-4 (4-11, 11-8, 4-11, 9-11, 6-11) | -                                           | -                                                             | -      |
| Tang Peng                            | Simple      | exempt            | exempt                             | Battu par Noshad Alamian (IRI) 3-4 (8-11, 5-11, 11-7, 9-11, 11-8, 11-5, 10-12) | -                                                             | -                                                                         | -                                                             | -                                           | -                                                             | -      |
| Jiang Tianyi Leung Chu Yan Tang Peng | Par équipes | NC                | Battent Brésil 3-0 (3-1, 3-0, 3-1) | NC                                                                             | NC                                                            | NC                                                                        | Battent Japon 3-2 (1-3, 3-1, 3-1, 1-3, 3-1)                   | Battus par Corée du Sud 0-3 (2-3, 0-3, 2-3) | Battus par Allemagne (Petite finale) 1-3 (0-3, 1-3, 3-0, 1-3) | 4e     |

Femmes
| Athlète                             | Compétition | Tour préliminaire | 1er tour                                  | 2e tour          | 3e tour                                                                    | 4e tour                                                        | Quarts de finale                             | Demi-finales     | Finale           | Finale |
| Athlète                             | Compétition | Adversaire Score  | Adversaire Score                          | Adversaire Score | Adversaire Score                                                           | Adversaire Score                                               | Adversaire Score                             | Adversaire Score | Adversaire Score | Rang   |
| ----------------------------------- | ----------- | ----------------- | ----------------------------------------- | ---------------- | -------------------------------------------------------------------------- | -------------------------------------------------------------- | -------------------------------------------- | ---------------- | ---------------- | ------ |
| Jiang Huajun                        | Simple      | exempte           | exempte                                   | exempte          | Bat Kim Jong Jing (PRK) 4-2 (11-5, 11-9, 7-11, 11-7, 5-11, 11-7)           | Battue par Ding Ning (CHN) 1-4 (10-12, 2-11, 5-11, 11-9, 6-11) | -                                            | -                | -                | -      |
| Tie Ya Na                           | Simple      | exempte           | exempte                                   | exempte          | Battue par Elizabeta Samara (ROU) 2-4 (9-11, 9-11, 8-11, 11-6, 11-5, 8-11) | -                                                              | -                                            | -                | -                | -      |
| Jiang Huajun Lee Ho Ching Tie Ya Na | Par équipes | NC                | Battent Autriche 3-1 (3-2, 0-3, 3-0, 3-0) | NC               | NC                                                                         | NC                                                             | Battues par Corée du Sud 0-3 (0-3, 2-3, 2-3) | -                | -                | -      |

## Tir
| Athlète   | Compétition                         | Qualification | Qualification | Finale | Finale |
| Athlète   | Compétition                         | Points        | Rang          | Points | Rang   |
| --------- | ----------------------------------- | ------------- | ------------- | ------ | ------ |
| Ip Pui Yi | Pistolet à 10 m air comprimé femmes | 346           | 49e           |        |        |

## Tir à l'arc
| Athlète            | Compétition       | Tour préliminaire | Tour préliminaire | 1er tour                                                            | 2e tour          | 3e tour          | Quarts de finale | Demi-finales     | Finale           | Finale |
| Athlète            | Compétition       | Score             | Rang              | Adversaire Score                                                    | Adversaire Score | Adversaire Score | Adversaire Score | Adversaire Score | Adversaire Score | Rang   |
| ------------------ | ----------------- | ----------------- | ----------------- | ------------------------------------------------------------------- | ---------------- | ---------------- | ---------------- | ---------------- | ---------------- | ------ |
| Kar Wai Calvin Lee | Individuel hommes | 637               | 60                | Takaharu Furukawa (JPN) (5) 4-6 (27-26, 27-26, 25-28, 27-29, 27-29) | -                | -                | -                | -                | -                | -      |

## Voile
| Athlète(s)         | Compétition | Régate 1 | Régate 2 | Régate 3 | Régate 4 | Régate 5 | Régate 6 | Régate 7 | Régate 8 | Régate 9 | Régate 10 | Total net | Total net | Medal Race | Total | Rang |
| Athlète(s)         | Compétition | Score    | Score    | Score    | Score    | Score    | Score    | Score    | Score    | Score    | Score     | Score     | Rang      | Score      | Total | Rang |
| ------------------ | ----------- | -------- | -------- | -------- | -------- | -------- | -------- | -------- | -------- | -------- | --------- | --------- | --------- | ---------- | ----- | ---- |
| Ho Tsun Andy Leung | RS:X        | 11       | 18       | 28       | 12       | 15       | 10       | 13       | 9        | 16       | 21        | 125       | 13e       | -          | -     | -    |

| Athlète(s)          | Compétition | Régate 1 | Régate 2 | Régate 3 | Régate 4 | Régate 5 | Régate 6 | Régate 7 | Régate 8 | Régate 9 | Régate 10 | Total net | Total net | Medal Race | Total | Rang |
| Athlète(s)          | Compétition | Score    | Score    | Score    | Score    | Score    | Score    | Score    | Score    | Score    | Score     | Score     | Rang      | Score      | Total | Rang |
| ------------------- | ----------- | -------- | -------- | -------- | -------- | -------- | -------- | -------- | -------- | -------- | --------- | --------- | --------- | ---------- | ----- | ---- |
| Hei Man Hayley Chan | RS:X        | 10       | 8        | 9        | 13       | 12       | 15       | 11       | 11       | 8        | 14        | 96        | 12e       | -          | -     | -    |